# Phosphorescence
Ne doit pas être confondu avec fluorescence ou luminescence.

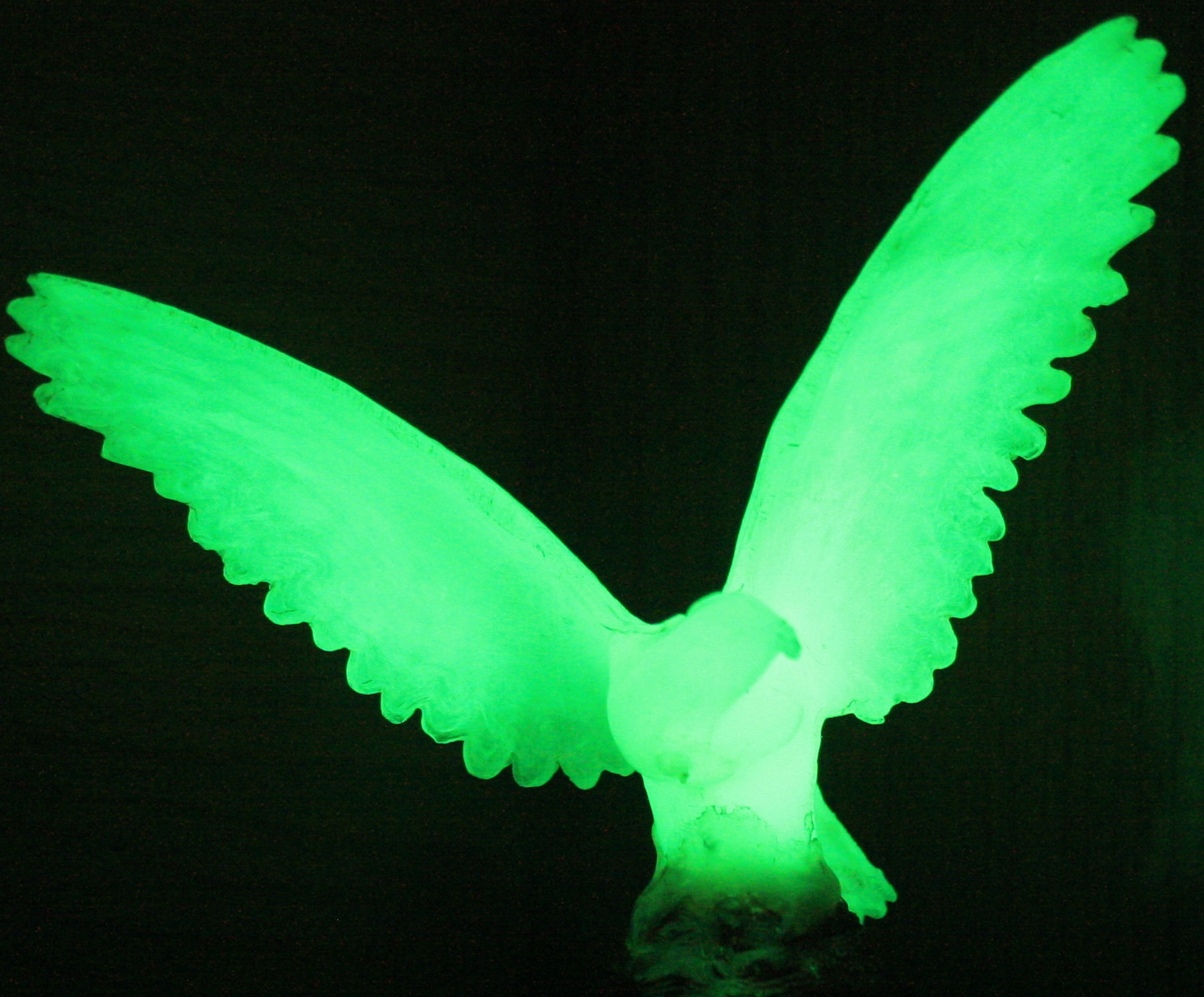
Exemple de phosphorescence.

La phosphorescence est le phénomène observé lorsqu'une matière continue à émettre de la lumière après avoir été éclairée. Le terme signifie approximativement illuminer comme le phosphore. Le phosphore blanc donne en effet de la lumière dans le noir, mais dans cette matière ce sont des réactions d'oxydation (chimiluminescence) qui en sont la cause. Phosphorescence et fluorescence sont deux formes différentes de luminescence.
La phosphorescence correspond à la désexcitation radiative d'un système à l'état excité triplet vers l'état fondamental. La phosphorescence est un phénomène lent car la transition est interdite de spin selon les règles de sélection en mécanique quantique.
Des matières phosphorescentes comme les aluminates de terres rares sont utilisées pour peindre les aiguilles de certains réveils ou montres, ainsi que dans la fabrication de jouets lumineux.

## Différences entre fluorescence et phosphorescence

Schéma fluorescence contre phosphorescence.

La majorité des composés moléculaires possèdent une configuration électronique à couche fermée, c’est-à-dire qu’ils ne contiennent pas d’électrons célibataires. Dans ce cas, tous les électrons sont appariés deux à deux, ce qui correspond à un état de spin singulet (spin total S = 0). L’état fondamental de ces systèmes est donc généralement un singulet, noté S0.
Lorsqu’une molécule absorbe un photon d’énergie suffisante, un de ses électrons peut être promu à une orbitale moléculaire plus haute énergie. Cette transition électronique est extrêmement rapide (de l’ordre de 10-15 s), bien plus rapide que le mouvement des noyaux. Selon le principe de Franck-Condon, cette excitation se fait alors à géométrie nucléaire constante, ce qui implique une transition dite verticale sur un diagramme de surface d’énergie potentielle. Par conséquent, dans la grande majorité des cas, l’excitation conserve la multiplicité de spin : on passe donc d’un état singulet fondamental (S0) à un état singulet excité (S1).
Une fois dans l’état S1, la molécule dissipe rapidement son excès d’énergie vibrationnelle par interaction avec son environnement (relaxation vibrationnelle) pour atteindre le niveau vibrationnel v0 le plus bas de S1. Elle peut ensuite retourner à l’état fondamental S0 en émettant un photon. Ce processus est appelé fluorescence. La transition S1 → S0 étant autorisée par symétrie et par spin (ΔS = 0), elle est rapide : typiquement entre 10-9 et 10-8 secondes. L’émission de fluorescence cesse quasi instantanément dès que l’irradiation lumineuse permettant l’absorption s’arrête.
Cependant, dans certaines conditions, un autre phénomène devient accessible : la conversion intersystème. Il s’agit d’une transition non radiative à énergie constante entre S1 et un état triplet T1, dans lequel deux électrons ont des spins parallèles (S = 1). Cette transition est normalement interdite par les règles de sélection du spin (ici ΔS ≠ 0), mais elle peut être rendue partiellement permise par le couplage spin-orbite, particulièrement important dans les systèmes contenant des atomes lourds. Ce couplage mélange les états de spin et favorise une conversion entre états de spin différents.
Une fois dans l’état triplet T1, généralement plus stable énergétiquement que S₁, la molécule peut retourner à l’état fondamental S₀ de deux façons : soit par désactivation non radiative (transfert d’énergie à l’environnement), soit émission radiative : il s'agit de la phosphorescence.
Cette transition est interdite du point de vue du spin (triplet → singulet). Dans le formalisme quantique, sa probabilité est décrite par la règle d’or de Fermi, qui implique le calcul d’une intégrale de recouvrement. En l’absence de couplage spin-orbite, les fonctions d’onde décrivant T1 et S0 étant orthogonales dans l’espace de spin, cette intégrale est strictement nulle, rendant la transition interdite. Toutefois, le couplage spin-orbite introduit un mélange entre états de spin différents, ce qui rend cette intégrale faiblement non nulle. Par conséquent, la transition devient faiblement permise.
La conséquence directe est que la phosphorescence est beaucoup plus lente que la fluorescence. Sa durée de vie peut aller de quelques microsecondes à plusieurs secondes, voire plusieurs heures dans certains matériaux. C’est ce phénomène qui explique, par exemple, la lumière persistante des bâtons de secours ou des étoiles phosphorescentes pour enfants.
Dans la réalité, les états excités ne suivent pas une seule voie. La complexité des surfaces de potentiel, les interactions avec l’environnement et les différences d’énergie entre états font que l’on observe souvent une luminescence mixte : à la fois fluorescence (S₁ → S₀) et phosphorescence (T₁ → S₀). Ce phénomène combiné est globalement désigné sous le terme de luminescence.

## Utilisation

### Montres phosphorescentes
Certaines montres fabriquées dans la première moitié du XXe siècle utilisaient des traces de radium pour exciter en permanence la peinture phosphorescente (à base de sulfure de zinc ZnS) de leurs aiguilles (radioluminescence).
Cette pratique dangereuse (en particulier pour ceux qui travaillaient à leur fabrication) a été abandonnée tout d'abord en remplaçant le radium par du tritium beaucoup moins dangereux puis au profit de peintures à base d'aluminate de strontium (SrAl2O4) dopé par un mélange de terres rares, ces peintures ayant une rémanence et une luminosité beaucoup plus élevées.

### Spectroscopie de phosphorescence
La spectroscopie de phosphorescence est une technique de spectroscopie qui consiste à mesurer la phosphorescence d'une substance. La phosphorescence étant un phénomène lent, les phosphorimètres envoient souvent une impulsion de rayonnement excitant et commencent l'enregistrement après 1 ms. De cette façon, toute fluorescence est interrompue et seule la phosphorescence est observée dans l'obscurité .

Pigments phosphorescents - comparaison entre ZnS et SrAl
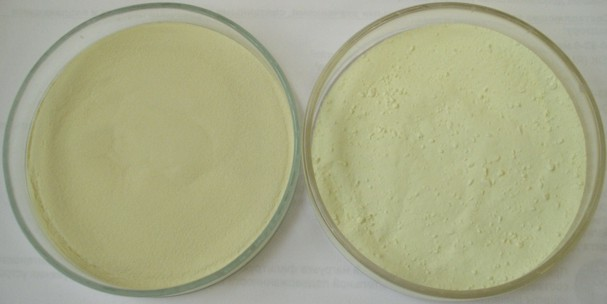
Poudre de ZnS et de SrAl.
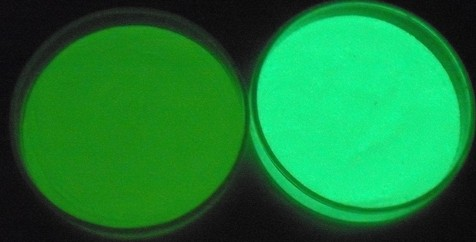
Pigments dans l'obscurité.
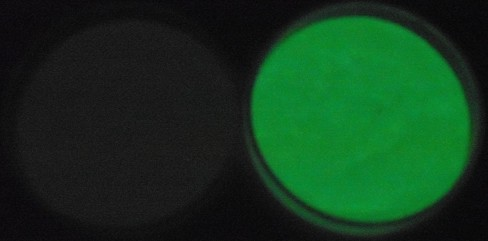
Pigments dans l'obscurité après 4 min.